# Pseudoleistes
Pseudoleistes – rodzaj ptaków z podrodziny epoletników (Agelaiinae) w rodzinie kacykowatych (Icteridae).

## Zasięg występowania
Rodzaj obejmuje gatunki występujące w Ameryce Południowej.

## Morfologia
Długość ciała 24–25,5 cm, masa ciała samców 79,6 g, samic 72,9–81,9 g.

## Systematyka

### Etymologia
Pseudoleistes (Peudoleistes): gr. ψευδος pseudos – fałszywy; Leistes Vigors, 1825.

### Podział systematyczny
Do rodzaju należą następujące gatunki:
- Pseudoleistes guirahuro (Vieillot, 1819) – moczarokacyk żółtobrzuchy
- Pseudoleistes virescens (Vieillot, 1819) – moczarokacyk brązowawy